# Muthasagara, Magadi
Muthasagara là một làng thuộc tehsil Magadi, huyện Ramanagara, bang Karnataka, Ấn Độ.